# العلاقات البوروندية التوفالية
العلاقات البوروندية التوفالية هي العلاقات الثنائية التي تجمع بين بوروندي وتوفالو.

## مقارنة بين البلدين
هذه مقارنة عامة ومرجعية للدولتين:
| وجه المقارنة                                              | بوروندي                                    | توفالو                         |
| --------------------------------------------------------- | ------------------------------------------ | ------------------------------ |
| المساحة (كم2)                                             | 27.83 ألف                                  | 26                             |
| عدد السكان (نسمة)                                         | 10.86 مليون                                | 11.19 ألف                      |
| الكثافة السكانية (ن./كم²)                                 | 390.23                                     | 43.04 ألف                      |
| العاصمة                                                   | بوجومبورا، جيتيغا                          | فونافوتي                       |
| اللغة الرسمية                                             | اللغة الكيروندية، لغة فرنسية، لغة إنجليزية | اللغة التوفالوية، لغة إنجليزية |
| العملة                                                    | فرنك بوروندي                               | دولار توفالو                   |
| الناتج المحلي الإجمالي (بليون دولار)                      | 3.48 مليار                                 | 39.73 مليون                    |
| الناتج المحلي الإجمالي (تعادل القوة الشرائية) بليون دولار | 8.13 مليار                                 | 38.93 مليون                    |
| الناتج المحلي الإجمالي الاسمي للفرد دولار أمريكي          | 277                                        | 3.29 ألف                       |
| الناتج المحلي الإجمالي للفرد دولار أمريكي                 | 77                                         | 3.77 ألف                       |
| مؤشر التنمية البشرية                                      | 0.400                                      |                                |
| رمز المكالمات الدولي                                      | +257                                       | +688                           |
| رمز الإنترنت                                              | .bi                                        | .tv                            |
| المنطقة الزمنية                                           | ت ع م+02:00                                | ت ع م+12:00                    |

## منظمات دولية مشتركة
يشترك البلدان في عضوية مجموعة من المنظمات الدولية، منها:
| علم المنظمة | اسم المنظمة                                 | تاريخ انضمام بوروندي | تاريخ انضمام توفالو |
| ----------- | ------------------------------------------- | -------------------- | ------------------- |
|             | مؤسسة التنمية الدولية                       | 28 سبتمبر 1963       | 24 يونيو 2010       |
|             | يونسكو                                      | 16 نوفمبر 1962       | 21 أكتوبر 1991      |
|             | الأمم المتحدة                               | 18 سبتمبر 1962       | 5 سبتمبر 2000       |
|             | مجموعة دول أفريقيا والكاريبي والمحيط الهادئ | ?                    | ?                   |
|             | الاتحاد البريدي العالمي                     | ?                    | ?                   |
|             | البنك الدولي للإنشاء والتعمير               | 28 سبتمبر 1963       | 24 يونيو 2010       |
|             | الاتحاد الدولي للاتصالات                    | 16 فبراير 1963       | 15 أغسطس 1996       |
|             | منظمة حظر الأسلحة الكيميائية                | ?                    | ?                   |